# Campochiaro
Campochiaro ist eine Gemeinde (comune) in der italienischen Provinz Campobasso in der Region Molise und hat 580 Einwohner (Stand 31. Dezember 2023). Die Gemeinde liegt etwa 18 Kilometer südwestlich von Campobasso und grenzt unmittelbar an die Provinz Caserta (Kampanien).

## Verkehr
Durch die Gemeinde führen die Strada Statale 17 dell'Appennino Abruzzese e Appulo Sannitica von Antrodoco nach Foggia und die Strada Statale 87 Sannitica von Benevento nach Termoli. Bei Campochiaro gibt es einen kleinen Flugplatz (Aviosuperficie) für die Allgemeine Luftfahrt.